# تپه گورستان بزمجرد
تپه قبرستان بزمجرد مربوط به اواخر اوایل دوران‌های تاریخی پس از اسلام است و در شهرستان بوئین‌زهرا، روستای بزمجرد واقع شده و این اثر در تاریخ ۱۰ مهر ۱۳۸۰ با شمارهٔ ثبت ۳۹۳۰ به‌عنوان یکی از آثار ملی ایران به ثبت رسیده است.